# Palouse
Palouse je region ve Spojených státech amerických ležící na rozhraní Washingtonu, Oregonu a Idaha. Protéká jím stejnojmenná řeka, která je přítokem řeky Snake. Významnými městy jsou Spokane, Walla Walla a Moscow. Název oblasti je odvozován od domorodého kmene Palusů.
Krajina v Palouse je proslulá fotogeničností. Tvoří ji množství izolovaných kopců vymodelovaných ve spraši za pleistocenního zalednění. Původně se zde nacházela prérie porostlá travou Pseudoroegneria spicata nebo smíšené lesy, ve dvacátém století byla většina území proměněna na ornou půdu. V Palouse bylo vyšlechtěno koňské plemeno appaloosa. 
Palouse patří mezi nejdůležitější zemědělské oblasti severozápadních USA. Pěstuje se zde především pšenice, čočka jedlá a réva vinná.
V regionu se natáčely filmy Hračky nebo Kouřové signály.